# NSLU2

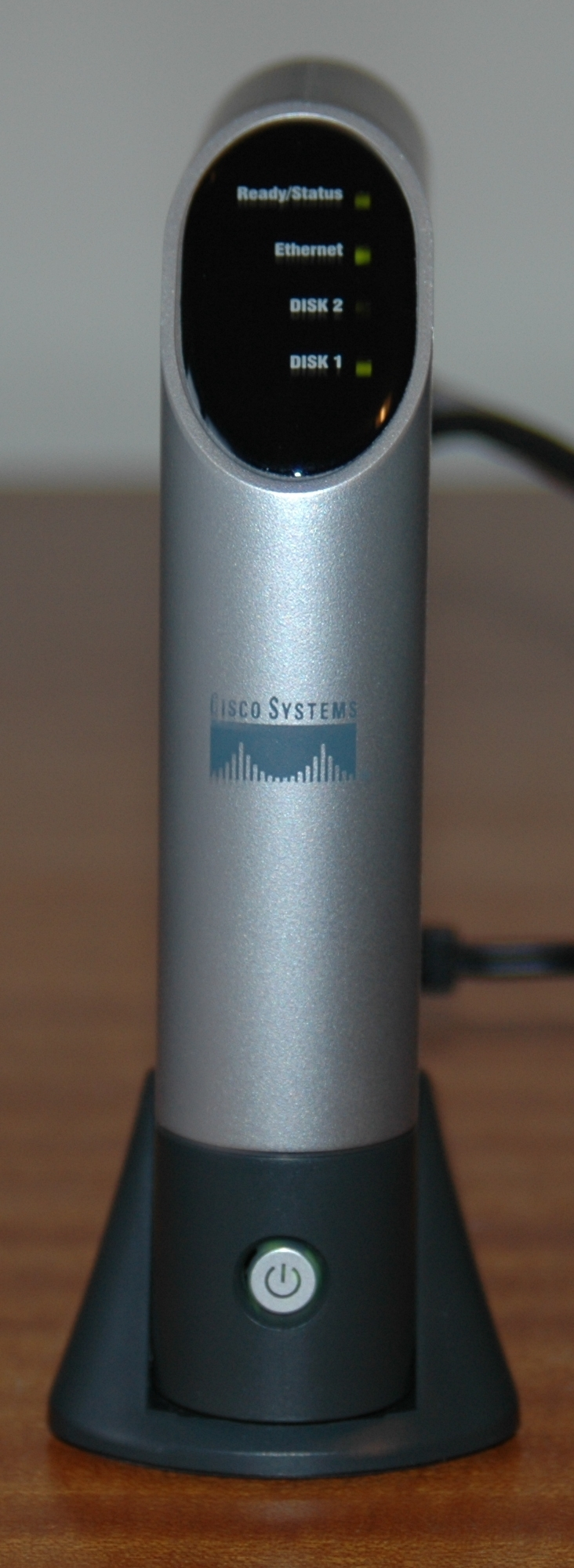
NSLU2.

Linksys NSLU2 (Network Storage Link for USB 2.0 Disk Drives) se trata de un pequeño micro computador que proporciona un servidor NAS, el cual conecta dispositivos de almacenamientos USB directamente a la red Ethernet 10/100 mediante TCP/IP. Todos los dispositivos acoplados tendrán acceso mediante el servidor Samba que tiene incorporado.
Con su servidor FTP se puede tener acceso desde Internet o local a los archivos, como también mediante su interfaz Web la cual además le sirve al usuario como interfaz de configuración y servicio, como formatear unidades de disco nuevas o escanear unidades en busca de errores. Posee un programa de copia de seguridad incorporado, el cual permite programar copias de seguridad completa, incrementales o de sincronización de las unidades de red en el enlace de almacenamiento de red o viceversa. Además, se envía un mensaje de error por correo electrónico si la capacidad del disco duro se va a alcanzar en breve, se ha alcanzado o si se ha detectado algún error en el mismo.
Las Memoria USB se conecta al puerto USB denominada DISK2 y unidades de disco duro USB en el DISK1 o DISK2. La capacidad máxima que soporta por cada dispositivo de almacenamiento no puede rebasar los 400 GB (aunque en foros ciertos usuarios han indicado que funciona con discos de 500 GB y más), y deben estar en formato FAT, FAT32, NTFS o EXT3 siendo esta última preferida para desbloquear muchas características administrativas con las que cuenta.
- El servidor FTP: no sólo se puede acceder desde su interfaz web, sino con cualquier programa FTP si se conoce su dirección o simplemente con un Navegador Web mediante la siguiente forma ftp://username:password@xxx.xxx.xx.xx

- Hub USB: se puede ampliar la cantidad de dispositivos de almacenamiento a 5 en total mediante un Hub USB (a partir del firmware oficial V2.3R63, pero con la restricciones que se debe conectar al DISK1 y sólo se permite un dispositivo con Ext2 o Ext3)

## Hardware

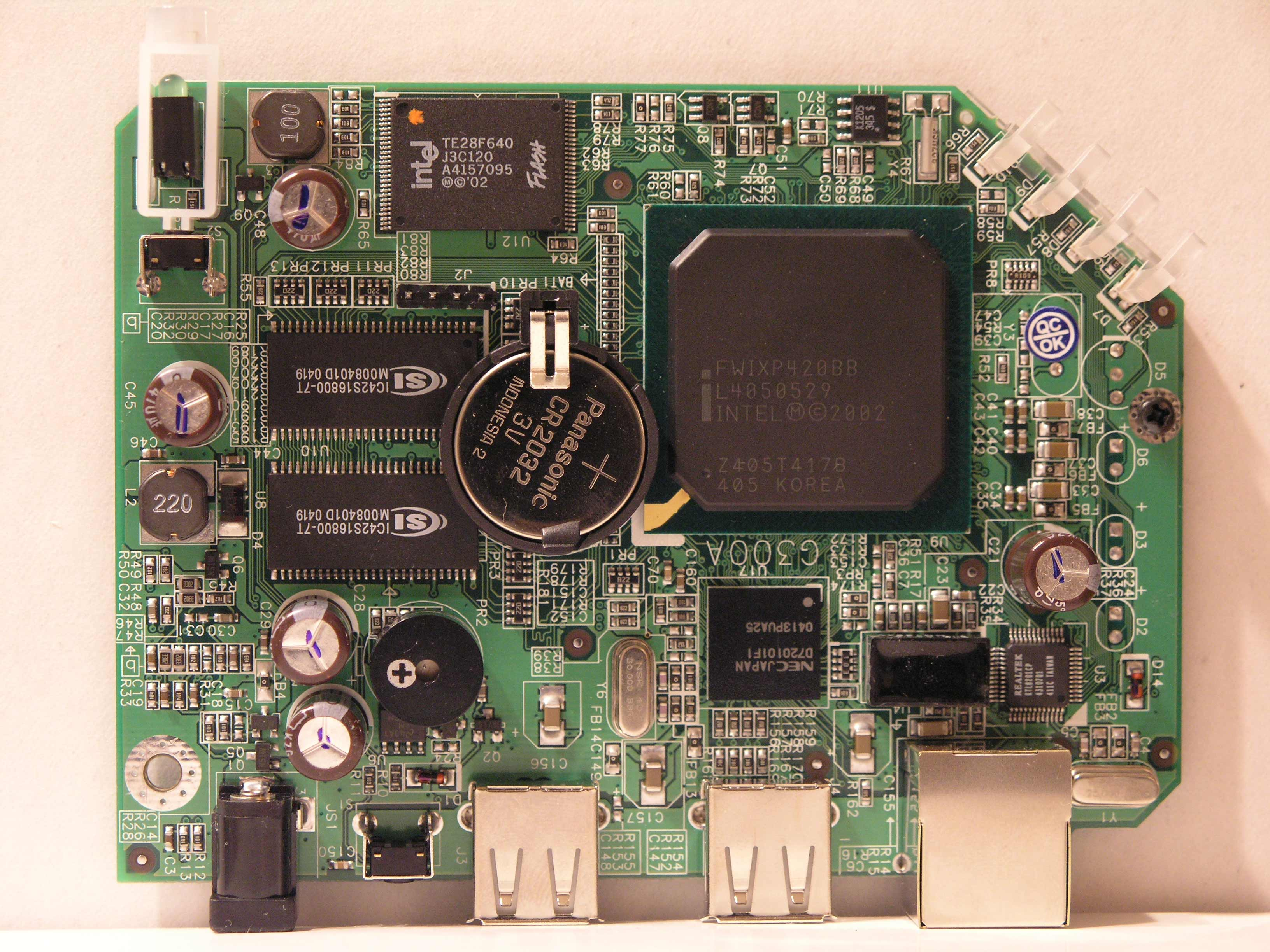
Placa base/PCB del NSLU2.

- El NSLU2 cuenta con un CPU Intel IXP420 (ARM v5TE) de 266MHz, las unidades provistas por Linksys antes del mayo de 2006 funcionan a 133MHz pero, usando una modificación simple,  (enlace roto disponible en Internet Archive; véase el historial, la primera versión y la última). se pueden fijar a 266MHz.
- Memoria: 32MB de SDRAM y 8MB de memoria flash.
- 2 puertos USB Compatible con 1.1 y 2.0
- 1 Conector LAN (Red de área local) Ethernet RJ-45 10/100 Mbps
- Dimensiones 130,1 mm x 20,7 mm x 90,5 mm.
- Peso 0,16 kg.
- Alimentación: 5 V DC, 2A (consumo de potencia 8W)

## Comunidad
El NSLU2 tiene como sistema operativo una versión reducida de linux con licencia GNU el cual le ha permitido a personas modificar el firmware y aumentar las funciones, al extremo que es denominado como gadget, (de manera similar que el WRT54G, de la misma línea).
Al tener como sistema operativo una distribución linux compatible con procesador ARM se le pueden instalar muchas aplicaciones las cuales no fueron concebidas inicialmente, originando así una gran cantidad de fanáticos y comunidades que desarrollan utilidades para el SLUG (babosa en inglés) como lo han renombrado.
Entre algunos de los usos que se le puede dar:
- Servidor de impresión en red, usando CUPS.
- Servidor de páginas web (con poca carga), usando Apache, PHP y MySQL.
- Servidor de música de iTunes Server.
- Servidor de imágenes de una webcam.
- Servidor de correo electrónico.
- Servidor proxy.
- Servidor de Tracker_(BitTorrent).
- Dispositivo de descarga de BitTorrent, usando CTorrent o rTorrent.
- Dispositivo de descarga de archivos grandes, usando wget.
- Central telefónica Asterisk.
- Puente para PUSH de un servidor IRC a dispositivos con iOS.

## Software
Entre los Firmwares y sistemas operativo de tercero tenemos:
- Unslung.
- OpenSlug.
- OpenWrt/NSLU2.
- Debian/NSLU2.
- SlugOS.

## Modificaciones

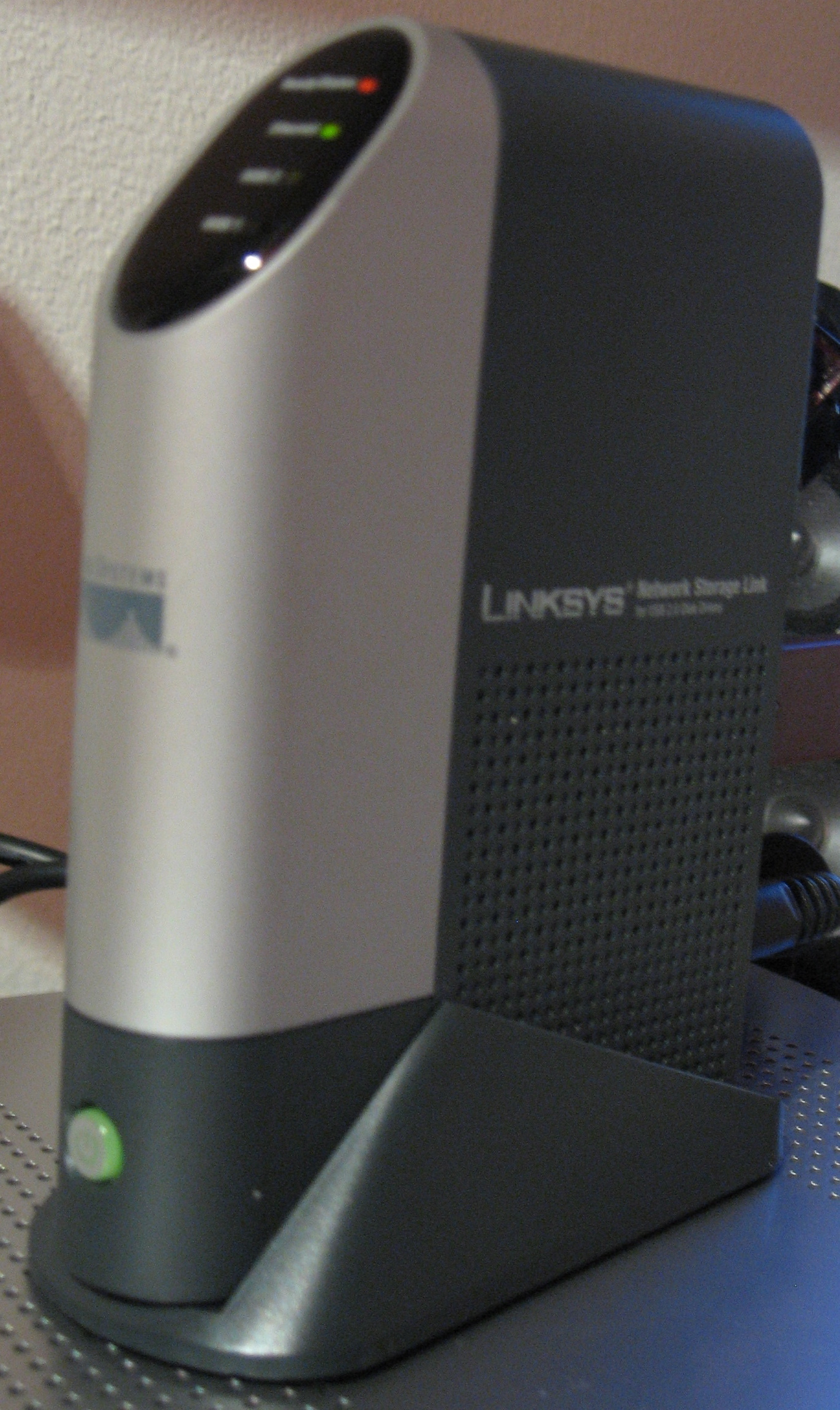
Vista lateral del NSLU2.

El NSLU2 no solo ha tenido modificaciones en el software sino también en el hardware y entre las nuevas modificaciones podemos encontrar:
- La adición de un puerto serie.
- Permitiendo puertos USB adicionales.
- Aumento en la memoria RAM a 64MB, 128MB y 256MB.
  - Esta modificación es llamada como (FATSLUG).
  - Siendo la 256MB, denominada como (ObeseSlug).
- Forced Power On (para encendido automático después de un corte de energía).

## Dispositivos similares
- CNET Techology
  - CLD-221P USB2.0/NAS Enclosure with Print Server.
  - CLD-101 USB2.0/NAS Enclosure.

- D-Link
  - DNS-120 > Network Storage Adapter.

- Buffalo Techology
  - Network Storage - LinkStation™.